# Ried im Innkreis
Ried im Innkreis (baw. Riad im Innkreis) – miasto powiatowe w Austrii, w kraju związkowym Górna Austria, siedziba powiatu Ried im Innkreis. Leży w historycznej krainie Innviertel. W 2023 miasto liczyło 12 482 mieszkańców.
W mieście rozwinął się przemysł mleczarski, maszyn rolniczych, urządzeń wentylacyjnych oraz piwowarski.

## Współpraca
Miejscowość partnerska:
- Landshut, Niemcy